# Thầy thuốc Nhân dân
Thầy thuốc Nhân dân là danh hiệu cao nhất mà Nhà nước Cộng hòa xã hội chủ nghĩa Việt Nam dành tặng cho những người làm việc trong ngành y tế.

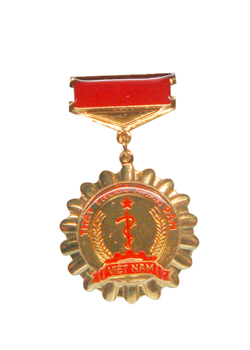
Huy hiệu Thầy thuốc nhân dân

## Đối tượng
Đối tượng được xét tặng danh hiệu Thầy thuốc Nhân dân gồm bác sĩ, dược sĩ, y sĩ, thầy thuốc y học dân tộc làm công tác khám chữa bệnh, sản xuất dược phẩm, nghiên cứu y dược, vệ sinh phòng bệnh, phòng dịch và cán bộ quản lý y tế.
Danh hiệu "Thầy thuốc Nhân dân" được xét tặng cho đối tượng quy định tại phần 1 nêu trên đạt các tiêu chuẩn sau:
1. Trung thành với Tổ quốc Việt Nam Xã hội Chủ nghĩa.
2. Có phẩm chất đạo đức tốt, tận tụy với nghề, hết lòng thương yêu người bệnh, có tài năng và có nhiều thành tích xuất sắc trong phòng bệnh, chữa bệnh, phát triển khoa học kỹ thuật về y tế, có nhiều cống hiến cho sự nghiệp bảo vệ và nâng cao sức khoẻ của nhân dân, có ảnh hưởng rộng rãi trong nhân dân, được người bệnh và đồng nghiệp tin cậy, kính trọng.
3. Có thời gian trực tiếp làm công tác chuyên môn kỹ thuật trong ngành từ 20 năm trở lên, đối với cán bộ quản lý y tế thì phải có thời gian công tác trong ngành từ 25 năm trở lên trong đó có 15 năm trở lên trực tiếp làm cộng tác chuyên môn kỹ thuật.

Danh hiệu "Thầy thuốc Nhân dân" được xét và công bố hai năm một lần vào dịp kỷ niệm ngày Thầy thuốc Việt Nam 27-2.

## Quy định mẫu huy hiệu Thầy thuốc Nhân dân
Cuống huy hiệu viền ngoài màu vàng, nền trong màu đỏ, chất liệu bằng đồng đỏ mạ vàng hợp kim Nico dày 3 micro; kích thước 28mm x 14mm.Than Huy hiệu hình hoa hướng dương, ở giữa là biểu tượng ngành y, hai bên là bông lúa vàng, phía trên có dòng chữ "Thầy thuốc Nhân dân" (màu đỏ), phía dưới là dải lụa đỏ mang dòng chữ "Việt Nam" (màu vàng) và bánh xe lịch sử; đường kính bằng 35mm, chất liệu bằng đồng đỏ mạ vàng hợp kim Nico dày 3 micron,(Nguồn: Nghị định số 50/2006/NĐ-CP ngày 19 tháng 5 năm 2006 của Chính phủ quy định mẫu Huân chương, Huy chương, Huy hiệu, Bằng Huân chương, Bằng Huy chương, Cờ Thi đua, Bằng khen, Giấy khen).

## Một số Thầy thuốc Nhân dân nổi tiếng
1. GS. Nguyễn Văn Hưởng (1906 - 1998)
2. GS.NGND. Đặng Văn Chung (1913 - 1999)
3. Hoàng Tích Mịnh (1904 - 2001)
4. GS.TS. Trung tướng Nguyễn Thế Khánh (1917 - 2014)
5. GS.TS. Đại tá Nguyễn Thiện Thành (1919 - 2013)
6. GS.TS. Thiếu tướng Bùi Đại (sinh 1924), năm 1989
7. GS.TS. Đại tá Nguyễn Văn Nhân (1924 - 2013), năm 1995
8. GS.TSKH. Thiếu tướng Lê Thế Trung (1928 - 2018)
9. GS. Hoàng Thủy Nguyên (1929 - 2018)
10. TS. Dương Quang Trung (1928 - 2013)
11. GS. Nguyễn Tài Thu (1931 - 2021), năm 1995
12. GS. Phạm Song (1931 - 2011)
13. GS.TS. Nguyễn Trọng Nhân (sinh 1930)
14. GS.TS. Trần Đông A (sinh 1941)
15. GS. Nguyễn Thị Ngọc Phượng (sinh 1944)
16. GS.TS. Nguyễn Tiến Bình (sinh 1954)
17. GS.TS. Nguyễn Anh Trí (sinh 1957), năm 2012
18. PGS.TS Nguyễn Thị Kim Tiến (sinh 1959)